# Přibyslavice (district de Třebíč)
Pour les articles homonymes, voir Přibyslavice.
Přibyslavice (en allemand : Przibislawitz) est une commune du district de Třebíč, dans la région de Vysočina, en République tchèque. Sa population s'élevait à 793 habitants en 2024.

## Géographie
Přibyslavice est arrosée par la rivière Jihlava et se trouve à 9 km au nord-ouest de Třebíč, à 21 km au sud-est de Jihlava et à 133 km au sud-est de Prague.
La commune est limitée par Číchov au nord, par Červená Lhota et Číhalín à l'est, par Nová Ves, Petrovice et Okříšky au sud et par Zašovice à l'ouest.

## Histoire
La première mention écrite de la localité date de 1224.

## Transports
Par la route, Přibyslavice se trouve à 10 km de Třebíč, à 24 km de Jihlava et à 154 km de Prague.